# 東松江站 (和歌山縣)
東松江站（日语：／ Higashi-Matsue eki */?）是位於和歌山縣和歌山市松江東四丁目14番1號，南海電氣鐵道（南海）的加太線車站。車站編號為NK44-1。
曾經此站是南海北島支線的分支車站。

## 歷史
- 1930年（昭和5年）
  - 12月1日 - 加太輕便鐵道島橋站至中松江站之間新設此站。
  - 12月22日 - 公司改名為加太電氣鐵道。
- 1942年（昭和17年）2月1日 - 公司合併，成為南海鐵道車站。
- 1944年（昭和19年）
  - 6月1日 - 公司合併，成為近畿日本鐵道車站。
  - 10月1日 - 紀之川站至此站之間開設松江線。
- 1947年（昭和22年）6月1日 - 路線轉讓至南海電氣鐵道。
- 1948年（昭和23年）9月 - 新車站大樓開始使用[2]。
- 1950年（昭和25年）7月25日 - 松江線開始旅客業務。加太線的運輸系統改經紀之川站。
- 1955年（昭和30年）2月15日 - 舊加太線和歌山市站至北島站之間廢止，松江線編入至加太線。北島站至此站之間改為北島線區間。
- 1966年（昭和41年）12月1日 - 北島線廢止。

## 車站構造
車站是一座地面車站，設有1面2線的島式月台。檢票口位於月台靠近加太站一方。月台北邊設有舊車站大樓，當中現時只有候車室。月台與車站大樓之間設有站內平交道連接，該平交道也連接車站南邊的道路。

### 月台
| 月台 | 路線   | 上下行 | 方向         |
| ---- | ------ | ------ | ------------ |
| 1    | 加太線 | 下行   | 加太方向     |
| 2    | 加太線 | 上行   | 和歌山市方向 |

## 使用狀況
在2019年（令和元年）度調査結果中，1日平均上下車人次為947人。在南海所有車站（100座車站）中排名73位，在加太線車站（和歌山市站除外，8座車站）排名第3位。
以下為各年度1日平均上下車人次變化。
| 年度   | 1日平均 上下車人次 | 排名 |
| ------ | ------------------ | ---- |
| 1980年 | 2,277              |      |
| 1985年 | 2,024              |      |
| 1990年 | 1,910              |      |
| 1995年 | 1,843              |      |
| 2000年 | 1,430              |      |
| 2001年 | 1,357              |      |
| 2002年 | 1,327              |      |
| 2003年 | 1,270              |      |
| 2004年 | 1,256              |      |
| 2005年 | 1,212              |      |
| 2006年 | 1,136              |      |
| 2007年 | 1,119              |      |
| 2008年 | 1,122              |      |
| 2009年 | 1,072              |      |
| 2010年 | 1,061              |      |
| 2011年 | 1,039              |      |
| 2012年 | 998                |      |
| 2013年 | 1,042              |      |
| 2014年 | 1,042              |      |
| 2015年 | 1,017              |      |
| 2016年 | 969                |      |
| 2017年 | 966                | 73位 |
| 2018年 | 965                | 73位 |
| 2019年 | 947                | 73位 |

## 車站周邊
車站北邊的縣道上設有較多商店。車站附近設有民居（公寓大樓）。
車站東邊設有土入川和新堀川。
此外，此站最接近新日鐵住金和歌山製鐵所東門。
曾經此站設有專用線連接靠近中松江站一方的和歌山製鐵所，當時運送資材前往該處。在1984年加太線結束貨物業務外，便撒走專用線路軌。

## 巴士路線
- 和歌山巴士（日语：和歌山バス）

## 相鄰車站
南海電氣鐵道
 加太線
紀之川（NK44）－（梶取號誌站）－東松江（NK44-1）－中松江（NK44-2）

### 曾經存在的路線
南海電氣鐵道
北島支線
島橋－東松江

## 注腳
1. 東松江駅 - 南海電鉄（日語）
2. ↑  《南海七十年のあゆみ》(1957年)年表
3. ↑  ハンドブック南海2020 鉄道事業PDF（日語）
4. ↑  令和元年度和歌山県公共交通機関等資料集PDF（日語）

## 外部連結
- 東松江 - 南海電氣鐵道（日語）